# Leśna
Leśna (germană Marklissa) este un oraș în Polonia.